# فهرست سفیران افغانستان در چین
سفیر افغانستان در پکن نماینده رسمی دولت کابل در جمهوری خلق چین است.

## فهرست سفیران
| استوارنامه     | سفیر                         | مشاهدات | فهرست رؤسای دولت در افغانستان | نخست‌وزیر جمهوری خلق چین | پایان         |
| -------------- | ---------------------------- | ------- | ----------------------------- | ----------------------- | ------------- |
| ۱۹۴۶           | حبیب‌الله خان طرزی            |         | محمد ظاهرشاه                  | چیانگ کای‌شک             | ۱۹۴۶          |
| ۱۹۵۶           | عبدل صمد (نماینده افغانستان) |         | محمد ظاهرشاه                  | جئو ئن لای              | ۱۹۶۲          |
| ۱۹۶۲           | محمد شوب مسکین‌یار            |         | محمد ظاهرشاه                  | جئو ئن لای              | ۱۹۶۶          |
| ۱۹۶۶           | محمد آصف سهیل                |         | محمد ظاهرشاه                  | جئو ئن لای              | ۱۹۷۰          |
| ۱۹۷۰           | محمد عثمان صدقی              |         | محمد ظاهرشاه                  | جئو ئن لای              | ۱۹۷۳          |
| ۱۰ ژانویه ۱۹۷۴ | میرمحمد یوسف                 |         | محمد ظاهرشاه                  | جئو ئن لای              | ۱۹۷۶          |
| ۱۹۷۷           | محمد یاسین عظیم              |         | محمد ظاهرشاه                  | هوآ گوئوفنگ             | ۱۹۷۹          |
| ۲۰۰۳           | قیام‌الدین رای برلس           |         | حامد کرزی                     | ون جیابائو              | ۴ نوامبر ۲۰۰۵ |
| ۲۸ دسامبر ۲۰۰۵ | اکلیل احمد حکیمی             |         | حامد کرزی                     | ون جیابائو              | ۱۸ مارس ۲۰۰۹  |
| ۲۲ نوامبر ۲۰۰۹ | سلطان احمد بهین              |         | حامد کرزی                     | ون جیابائو              |               |
| ۸ ژوئن ۲۰۱۵    | محمد کبیر فرحی               | [ ۱ ]   | محمداشرف غنی                  | لی که چیانگ             |               |
| فوریه ۲۰۱۶     | جانان موسازی                 | [ ۲ ]   | محمداشرف غنی                  | لی که چیانگ             | سپتامبر ۲۰۱۸  |
| ۲۶ نوامبر ۲۰۱۹ | جاوید احمد قائم              |         | محمداشرف غنی                  | لی که چیانگ             |               |